# Угода Кацура — Тафта
Угода Кацура — Тафта являє собою протокол таємної бесіди 27 липня 1905 між прем'єром Японії Кацурою й особистим представником президента США Теодора Рузвельта військовим міністром США В. Тафтом (згодом президентом США в 1909-1913) напередодні відкриття російсько-японських переговорів про укладення  Портсмутського мирного договору. Вважається, що ця розмова вплинула як на хід переговорів про укладення Портсмутського миру, так і на що проходили в цей період переговори щодо відновлення союзу між Великою Британією й Японією.
Зміст бесіди будувався навколо планів Японії щодо Філіппін, співпраці США й Японії на Далекому Сході і майбутнього Кореї.

## Зміст протоколу
- Кацура висловив побажання встановлення фактичного союзу (alliance in practice) між Японією, Великою Британією та США з метою збереження миру на Далекому Сході.

- Тафт відповів, що президент не має можливості піти на союз, але відчуває впевненість, що і без такого союзу «американський народ є настільки одностайним із народами Японії та Великої Британії в справі збереження миру на Далекому Сході, що за будь-яких обставин Японія та Сполучене Королівство можуть розраховувати на узгоджені дії з боку уряду США так, так якби США зобов'язані були зробити ці дії відповідно до договору».

- Тафт погодився з Кацурою, що логічним наслідком війни між Росією й Японією є встановлення японськими військовими силами такого суверенітету над Кореєю, при якому та не могла б укладати договори з будь-якими іноземними державами без згоди Японії.

- Кацура погодився з Тафтом, що Японія зацікавлена в збереженні на Філіппінах американського управління, оскільки США є дружньою Японії державою.

Президент США Теодор Рузвельт повністю схвалив досягнуту угоду. У телеграмі Тафту він підкреслив: «Ваша розмова з графом Кацурою абсолютно правильна у всіх відносинах. Я хочу, щоб ви повідомили Кацурі, що я схвалюю кожне Ваше слово».
Слід зазначити, що згадана угода не завадила серйозному загостренню відносин між США та Японією після завершення  російсько-японської війни.
Шаблон:Дипломатія великих держав 1871-1913